# ジェイソン・マクドナルド
ジェイソン・マクドナルド（Jason MacDonald、1975年6月3日 - ）は、カナダの男性総合格闘家。ノバスコシア州ニューグラスゴー出身。ピュア・フィットネス/グレイシー・バッハ・カルガリー所属。ブラジリアン柔術黒帯。元AFCライトヘビー級王者。

## 来歴
2004年5月1日、AFCライトヘビー級王座決定戦でアントニー・レアと対戦し、スカーフホールド・アームロックで一本勝ちを収め王座獲得に成功した。

### UFC
2006年10月10日、UFC初参戦となったOrtiz vs. Shamrock 3でエド・ハーマンと対戦し、三角絞めで一本勝ち。サブミッション・オブ・ザ・ナイトを受賞した。
2007年3月3日、UFC 68でリッチ・フランクリンと対戦し、2R終了時にタオル投入によるTKO負け。6月16日、UFC 72でローリー・シンガーと対戦し、パウンドによるTKO勝ち。10月20日、UFC 77で岡見勇信と対戦し、判定負け。
2008年4月19日、UFC 83でジョー・ドークセンと対戦し、グラウンドの肘打ちでTKO勝ちを収めノックアウト・オブ・ザ・ナイトを受賞した。8月9日、UFC 87でデミアン・マイアと対戦し、チョークスリーパーで一本負け。1か月後の9月6日、UFC 88に連続出場し、ジェイソン・ランバートと対戦。チョークスリーパーで一本勝ちし、サブミッション・オブ・ザ・ナイトを受賞した。
2009年4月18日、UFC 97でネイサン・クォーリーと対戦し、TKO負け。UFC2連敗となりUFCとの契約が切れた。
2010年5月8日、1年ぶりのUFC復帰戦となったUFC 113でジョン・ソルターと対戦し、左脚の負傷でTKO負け。

### 引退
2013年3月1日、加齢と子供の成長を理由に引退を表明。引退後はクロスフィットトレーナーの職に専念するとのこと。

## 戦績
| 総合格闘技 戦績 | 総合格闘技 戦績 | 総合格闘技 戦績 | 総合格闘技 戦績 | 総合格闘技 戦績 | 総合格闘技 戦績 | 総合格闘技 戦績 |
| --------------- | --------------- | --------------- | --------------- | --------------- | --------------- | --------------- |
| 41 試合         | (T)KO           | 一本            | 判定            | その他          | 引き分け        | 無効試合        |
| 25 勝           | 3               | 19              | 3               | 0               | 0               | 0               |
| 16 敗           | 8               | 3               | 5               | 0               | 0               | 0               |

| 勝敗 | 対戦相手                         | 試合結果                                 | 大会名                                                            | 開催年月日     |
| ×    | トム・ローラー                   | 1R 0:50 KO（左ストレート）               | UFC on Fuel TV 3: Korean Zombie vs. Poirier                       | 2012年5月15日  |
| ×    | アラン・ベルチャー               | 1R 3:48 ギブアップ（パウンド）           | UFC Fight Night: Shields vs. Ellenberger                          | 2011年9月17日  |
| ○    | ライアン・ジェンセン             | 1R 1:37 三角絞め                         | UFC 129: St-Pierre vs. Shields                                    | 2011年4月30日  |
| ×    | ジョン・ソルター                 | 1R 2:42 TKO（左脚の負傷）                | UFC 113: Machida vs. Shogun 2                                     | 2010年5月8日   |
| ○    | マット・ホーウィッチ             | 5分3R終了 判定3-0                        | LGIO MMA 1: MacDonald vs. Horwich                                 | 2010年4月23日  |
| ○    | ヴァーノン・"タイガー"・ホワイト | 3R 2:12 三角絞め                         | W-1 MMA: Bad Blood                                                | 2010年3月20日  |
| ○    | ソロモン・ハッチャーソン         | 5分3R終了 判定2-1                        | MFC 23: Unstoppable                                               | 2009年12月4日  |
| ×    | トラヴィス・ルター               | 5分3R終了 判定0-3                        | MFC 22: Payoff                                                    | 2009年10月2日  |
| ×    | ネイサン・クォーリー             | 1R 2:27 TKO（グラウンドの肘打ち）        | UFC 97: Redemption                                                | 2009年4月18日  |
| ×    | ウィウソン・ゴヴェイア           | 1R 2:18 ギブアップ（グラウンドの肘打ち） | The Ultimate Fighter: Team Nogueira vs. Team Mir Finale           | 2008年12月13日 |
| ○    | ジェイソン・ランバート           | 2R 1:20 チョークスリーパー               | UFC 88: Breakthrough                                              | 2008年9月6日   |
| ×    | デミアン・マイア                 | 3R 2:44 チョークスリーパー               | UFC 87: Seek and Destroy                                          | 2008年8月9日   |
| ○    | ジョー・ドークセン               | 2R 0:54 TKO（グラウンドの肘打ち）        | UFC 83: Serra vs. St-Pierre 2                                     | 2008年4月19日  |
| ×    | 岡見勇信                         | 5分3R終了 判定0-3                        | UFC 77: Hostile Territory                                         | 2007年10月20日 |
| ○    | ローリー・シンガー               | 2R 3:18 TKO（マウントパンチ）            | UFC 72: Victory                                                   | 2007年6月16日  |
| ×    | リッチ・フランクリン             | 2R終了時 TKO（タオル投入）               | UFC 68: The Uprising                                              | 2007年3月3日   |
| ○    | クリス・リーベン                 | 2R 4:03 フロントチョーク                 | UFC 66: Liddell vs. Ortiz 2                                       | 2006年12月30日 |
| ○    | エド・ハーマン                   | 1R 2:43 三角絞め                         | Ortiz vs. Shamrock 3: The Final Chapter                           | 2006年10月10日 |
| ○    | ニール・ベリー                   | 1R 1:39 チョークスリーパー               | MFC 10: Unfinished Business                                       | 2006年9月8日   |
| ○    | フリッツ・ポール                 | 1R 2:14 チキンウィングアームロック       | Extreme Cage Combat 3: East Coast Warriors                        | 2006年7月22日  |
| ○    | ジェリー・スピーゲル             | 2R 0:33 TKO（パンチ連打）                | Extreme Cage Combat 2: Collision Course                           | 2006年6月30日  |
| ○    | ギデオン・レイ                   | 5分3R終了 判定3-0                        | Extreme Cage Combat 1                                             | 2006年4月29日  |
| ×    | パトリック・コーテ               | 5R 1:55 チョークスリーパー               | MFC 9: No Excuses 【MFCミドル級王座決定戦】                       | 2006年3月10日  |
| ×    | カリブ・スターンズ               | 1R 4:37 TKO（パンチ連打）                | National Fighting Challenge 5                                     | 2005年11月25日 |
| ○    | ジョー・ドークセン               | 4R 4:37 チョークスリーパー               | UCW 3                                                             | 2005年10月22日 |
| ○    | クリス・フォンテーヌ             | 2R チョークスリーパー                    | MFC 8: Resurrection                                               | 2005年9月9日   |
| ×    | ショーニー・カーター             | 5分3R終了 判定                           | TKO 21: Collision                                                 | 2005年7月15日  |
| ×    | マービン・イーストマン           | 5分3R終了 判定0-3                        | WEF: Sin City                                                     | 2005年5月20日  |
| ×    | ジェイソン・ブリルズ             | 5分2R終了 判定1-2                        | KOTC: Edmonton                                                    | 2005年4月16日  |
| ×    | マット・ホーウィッチ             | 1R 腕ひしぎ十字固め                      | Extreme Fighting Challenge 3                                      | 2004年10月16日 |
| ○    | アントニー・レア                 | 1R 2:22 スカーフホールド・アームロック   | Absolute Fighting Championships 8 【AFCライトヘビー級王座決定戦】 | 2004年5月1日   |
| ○    | ユリスセス・カストロ             | 2R 2:49 チョークスリーパー               | Adrenaline Fighting Championships 1                               | 2003年7月24日  |
| ×    | ビル・マフッド                   | 2R 3:02 TKO（パンチ連打）                | MFC 7: Undisputed                                                 | 2003年5月31日  |
| ○    | ジェロミエ・シルズ               | 1R 1:54 三角絞め                         | MFC 6: Road To Gold                                               | 2003年2月22日  |
| ○    | ヤン・ペレリン                   | 1R ヒールホールド                        | MFC: Unplugged 1                                                  | 2002年11月29日 |
| ○    | キャメロン・ブラウン             | 2R 4:09 チョークスリーパー               | MFC 5: Sweet Redemption                                           | 2002年9月21日  |
| ○    | シャノン・"ザ・キャノン"・リッチ | 1R 2:45 チョークスリーパー               | MFC 4: New Groundz                                                | 2002年6月1日   |
| ○    | クリス・ピーク                   | 1R 1:54 V1アームロック                   | MFC 3: Canadian Pride                                             | 2002年3月3日   |
| ○    | ビル・マフッド                   | 3R 1:17 フロントチョーク                 | MFC 2: Rumble at the Jungle                                       | 2001年11月24日 |
| ○    | シェイン・ビーバー               | 1R チョーク                              | Northern Lights Out                                               | 2000年4月30日  |
| ○    | ケン・マンダーソン               | 1R 腕ひしぎ十字固め                      | Punch and Crunch                                                  | 1999年12月18日 |

## 獲得タイトル
- AFCライトヘビー級王座（2004年）

## 表彰
- UFC ノックアウト・オブ・ザ・ナイト（1回）
- UFC サブミッション・オブ・ザ・ナイト（3回）